# Azolette
Azolette är en kommun i departementet Rhône i regionen Auvergne-Rhône-Alpes i östra Frankrike. Kommunen ligger i kantonen Monsols som tillhör arrondissementet Villefranche-sur-Saône. År 2022 hade Azolette 122 invånare.

## Befolkningsutveckling
Antalet invånare i kommunen Azolette
| Referens: INSEE |